# Juri Alexandrowitsch Kunakow
Juri Alexandrowitsch Kunakow (russisch Юрий Александрович Кунаков; * 19. Februar 1990 in Woronesch) ist ein russischer Wasserspringer. Er tritt in Einzel- und Synchronwettbewerben vom 3-m-Brett an.

## Leben
Bei den Olympischen Spielen 2008 in Peking gewann er an der Seite von Dmitri Sautin die Silbermedaille im 3-m-Synchronwettbewerb. Er gewann außerdem mehrere Medaillen bei Schwimmeuropameisterschaften.